# عريس دليفري (مسلسل)
عريس دليفرى، مسلسل تلفزيوني كوميدي مصري. انتج وعرض في عام 2011، كتبه محمد يوسف حجاجي سيناريو وحوار حمدي يوسف من أخراج  أشرف سالم.

## القصة
تدور القصة حول نيازي و هو شاب عصى أبوه، وتزوج  ببريهان و هي  بنت أجنبية من أصول مصرية  وسافر معها و عاش خارج مصر لمدة 15 سنة، و عندما عاد لمصر يُفاجئ أن أبوه وأمه  قد تُوفوا ، و خسر كل أملاكه المصانع والفيلات، وأصبح شاباً فقيراً ، لا يملك شيء، فيضطر إلي أن يقطن مع عم حسين سائق والده ، و يعيش معه في منزله هناك يتعرف على إيمان ابنة عم حسين البنت التي احبها ، لكن القدر يقف حائلاً دونهم فيحاول نيازي من خلالها أنه يبدأ في البحث عن عمل و يعيد بناء حياة  طبيعية فيها فتاة يحبها و يتزوجها وأصدقاء و لكن رغبته في الحفاظ على أصدقاءه والثبات في عمله  يتورط في عدّة علاقات زواج فيتزوج في البداية من أولفت السورية  لكن المشاكل بينهم بمرور الوقت تزيد  و تصبح كثيرة، و يكتشف أنه ليس قادر عن الانفصال عنها بسبب الشروط الموجودة في عقد الزواج التي طلاقهم، ومع استمرار الأحداث الكوميدية بينهم  في هذا الإطار، يتزوج  من عدة نساء ،  يتعرض لمخاطر أكثر لكي ينقذ صداقاته و بالنهاية يتمكن من تزوج حبيبته إيمان بعد أن تقوم كل السيدات الذي تزوج بهن بطلاقه .

## الفنانون المشاركون بالعمل
- هاني رمزي  في دور نيازي
- إيمي سمير غانم. في دور ايمان بنت عم حسين
- هشام إسماعيل. في دور معتز صديق نيازي
- سهير البارونى. في دور شجرة الدر جدة يحيي
- سلمي المصري . في دور أولفت السورية
- أحمد صيام . في دور بليه المحامي
- لطفى لبيب. في دور حسين السائق
- سعيد طرابيك. في دور المعلم عقل الجزار
- هالة فاخر. في دور أم جلال
- محمد شاهين. في دور يحيي
- أميرة العايدي في دور بيريهان